# Kanton Saint-Chéron
Kanton Saint-Chéron is een voormalig kanton van het Franse departement Essonne. Kanton Saint-Chéron maakte deel uit van het arrondissement Étampes en telde 24.327 inwoners (1999). Het werd opgeheven bij decreet van 24 februari 2014, met uitwerking op 22 maart 2015.

## Gemeenten
Het kanton Saint-Chéron omvatte de volgende gemeenten:
- Angervilliers
- Boissy-sous-Saint-Yon
- Breux-Jouy
- Breuillet
- Le Val-Saint-Germain
- Saint-Chéron (hoofdplaats)
- Saint-Cyr-sous-Dourdan
- Saint-Maurice-Montcouronne
- Saint-Sulpice-de-Favières
- Saint-Yon
- Sermaise